# Antony Armstrong-Jones, 1:e earl av Snowdon
Antony Charles Robert Armstrong-Jones, 1:e earl av Snowdon, född 7 mars 1930 i Belgravia i London, död 13 januari 2017 i Kensington i London, var en brittisk fotograf och filmskapare. Från 1960 till 1978 var han gift med prinsessan Margaret, yngre syster till drottning Elisabet II av Storbritannien.
I sitt arbete som fotograf använde han endast signaturen Snowdon.

## Biografi
Antony Armstrong-Jones föddes som ende son till advokat Ronald Armstrong-Jones och dennes hustru Anne Parsons. Hans föräldrar separerade tidigt, och i barndomen drabbades Armstrong-Jones också av polio. 

Armstrong-Jones gick i skola vid  Eton och studerade arkitektur i Cambridge, där han ledde roddlaget till seger i den berömda kapprodden mellan Cambridge och Oxford.
Efter universitetet gjorde han karriär som porträttfotograf och fick därigenom tillträde till societeten där han kom i kontakt med prinsessan Margaret. Deras äktenskap kom att vara mellan 1960 och 1978.
Tillsammans fick paret två barn, David, viscount Linley, född 3 november 1961, och lady Sarah Armstrong-Jones, född 1 maj 1964.
Armstrong-Jones fick titeln earl av Snowdon i samband med sitt första äktenskap. År 1999 fick han också titeln Baron Armstrong-Jones av Nymans som life peer för att kunna behålla sin plats i överhuset. År 1989 blev Snowdon hedersdoktor i juridik vid universitetet i Bath.
Snowdon är väl representerad på National Portrait Gallery och har nått berömmelse genom porträtt av bland andra Barbara Cartland, Laurence Olivier, Anthony Blunt och J. R. R. Tolkien.

## Publikationer i urval
- London. London: Weidenfeld & Nicolson, 1958. (A later edition has ISBN 0-297-16763-4.)
- Assignments. London: Weidenfeld & Nicolson, 1972. ISBN 0-297-99582-0.
- A View of Venice. [Ivrea]: Olivetti, c1972.
- Personal View. London: Weidenfeld & Nicolson, 1979. ISBN 0-297-77715-7.
- Snowdon Tasmania Essay. Hobart: Ronald Banks, 1981. ISBN 0-85828-007-8. Text by Trevor Wilson.
- Sittings, 1979–1983. London: Weidenfeld & Nicolson, 1983. ISBN 0-297-78314-9.
- Israel: A First View. London: Weidenfeld & Nicolson, 1986. ISBN 0-297-78860-4.
- Stills 1984–1987. London: Weidenfeld & Nicolson, 1987. ISBN 0-297-79185-0.
- Serendipity: A Light-hearted Look at People, Places and Things. Brighton: Royal Pavilion, Art Gallery & Museums, 1989. ISBN 0-948723-10-6.
- Public Appearances 1987–1991. London: Weidenfeld & Nicolson, 1991. ISBN 0-297-83122-4.
- Hong Kong: Portraits of Power. Boston: Little, Brown, 1995. ISBN 0-316-22052-3. Text by Evelyn Huang and Lawrence Jeffery.
- Wild Flowers. London: Pavilion, 1995. ISBN 1-85793-783-X.
- Snowdon on Stage: With a Personal View of the British Theatre 1954–1996. London: Pavilion, 1996. ISBN 1-85793-919-0.
- Wild Fruit. London: Bloomsbury, 1997. ISBN 0-7475-3700-3. Text by Penny David.
- London: Sight Unseen. London: Weidenfeld & Nicolson, 1999. ISBN 0-297-82490-2. Text by Gwyn Headley.
- Photographs by Snowdon: A Retrospective. London: National Portrait Gallery, 2000. ISBN 1-85514-272-4.
- Snowdon. London: Chris Beetles Gallery, 2006. ISBN 1-871136-99-7.